# Société statistique du Canada
La Société statistique du Canada (SSC) (anglais : Statistical Society of Canada) a pour mission d'encourager le développement et l'utilisation de la statistique et des probabilités.
Ses objectifs sont de rendre le grand public conscient de la valeur de la pensée statistique, de l'importance de cette science et de l'apport des statisticiens à la société canadienne ; de s'assurer que les décisions susceptibles d'avoir des conséquences majeures sur la société canadienne s'appuient sur des données pertinentes, adéquatement interprétées sur le plan statistique ; de favoriser la poursuite de l'excellence en matière de formation et de pratique statistique au Canada ; d'encourager l'amélioration de la méthode statistique ; d'entretenir un sentiment d'appartenance au sein de la profession ; et de promouvoir le dialogue entre les théoriciens et les praticiens de la statistique.

## Prix
- Médaille d'or de la SSC
- Prix Pierre-Robillard
- Prix CRM-SSC en statistique
- Prix de La revue canadienne de statistique
- Prix Lise-Manchester
- Prix de l'impact de travaux de recherche appliquée
- Prix pour services insignes
- Statut de membre honoraire

## Liste des présidents[1]
Le président est le plus haut dirigeant de la Société statistique du Canada.

### XXesiècle
- 1972-1974 Norm Shklov
- 1974-1975 Pierre Robillard
- 1975-1976 Charles S. Carter
- 1976-1978 David F. Bray
- 1979 Donald G. Watts
- 1980 Urs R. Maag
- 1981 Ivan P. Fellegi
- 1982 Charles Dunnett
- 1983 Michael A. Stephens
- 1984 James G. Kalbfleisch
- 1985 David F. Andrews
- 1986-1987 Martin B. Wilk
- 1987-1988 James V. Zidek
- 1988-1989 Robert Cléroux
- 1989-1990 Geoffrey J.C. Hole
- 1990-1991 Peter D.M. Macdonald
- 1991-1992 Agnes M. Herzberg
- 1992-1993 Christopher A. Field
- 1993-1994 Jerald F. Lawless
- 1994-1995 R. James Tomkins
- 1995-1996 Marc Moore
- 1996-1997 Richard A. Lockhart
- 1997-1998 Jane F. Gentleman
- 1998-1999 David R. Bellhouse
- 1999-2000 John D. (Jack) Kalbfleisch

### XXIesiècle
- 2000-2001 Louis-Paul Rivest
- 2001-2002 David R. Brillinger
- 2002-2003 James O. Ramsay
- 2003-2004 Mary E. Thompson
- 2004-2005 Nancy Reid
- 2005-2006 David A. Binder
- 2006-2007 Charmaine Dean
- 2007-2008 Christian Genest
- 2008-2009 Román Viveros-Aguilera
- 2009-2010 Bovas Abraham
- 2010-2011 Donald L. McLeish
- 2011-2012 John Brewster
- 2012-2013 Christian Léger
- 2013-2014 Michael J. Evans
- 2014-2015 A. John Petkau
- 2015-2016 O. Brian Allen
- 2016-2017 Jack Gambino
- 2017-2018 Hugh Chipman
- 2018-2019 Robert Platt
- 2019-2020 Bruce Smith
- 2020-2021 Wendy Lou
- 2021-2022 Grace Yi
- 2021-2022 Bruno Rémillard